# Super Copa Gaúcha de 2014
A Super Copa Gaúcha 2014 foi a segunda edição deste torneio anual realizado pela Federação Gaúcha de Futebol. Os clubes se qualificaram para a Super Copa através dos campeonatos regionais: campeão do Campeonato da Região Serrana de 2014, campeão do Campeonato da Região Sul-Fronteira de 2014, Campeonato da Região Metropolitana de 2014, além do campeão da Copa Fernandão. Ela foi disputada em Lajeado, no Estádio Alviazul. O Lajeadense se sagrou campeão pela primeira vez.